# Sava Mikic
Sava Mikić, né le 15 août 1892 au Monténégro et mort en septembre 1982 à Belgrade, est un avocat, homme politique, militaire, pilote et, héros de guerre serbe. 

## Biographie
Né au Monténégro, il est le deuxième fils d'une famille de paysans. Son grand frère quitte très vite l'école ce qui lui permet d'entreprendre des études à son tour. Très bon élève, il s'engage volontairement dans l'armée serbe durant la Première Guerre mondiale. Il a été un des pilotes pionniers de l'aviation serbe durant la guerre de 1914-1918, après avoir été élève pilote à l’école d’aviation de Chartres. Il a fait partie de ceux que l'on surnomme les « as de l'aviation ». Il a été décoré par Jacques Chaban-Delmas, maire de Bordeaux à l’époque, de la Légion d'honneur française pour son héroïsme sur le front de Salonique. Il épouse sa femme Ida (d'origine serbo-autrichienne) et s'installe avec elle dans la maison offerte par les parents d'Ida à leur fille à Belgrade, sur Topčidersko Brdo. Ils auront ensemble cinq enfants, dont deux mort-nés. Ses filles sont Milosava Mikic Coblentz, Ivanka Mikic Dalmas et Andjelica Mikic. Il écrit un ouvrage sur l'histoire de l'aviation yougoslave en 1933 : 'Istorija Jugoslovenskog Vazduhoplovstva' édité chez Drag. Gregorića
Très proche de la monarchie, il tient un rôle essentiel dans l'élaboration du putsch qui empêcha la Serbie de collaborer avec les Nazis. Il fut emprisonné trois fois durant la Seconde Guerre mondiale: d'abord par les Nazis qui l'ont violemment torturé, puis deux fois par les communistes de Tito qui lui reprochaient d'abord d'être monarchiste puis de ne pas être communiste. Il échappa in extrémis à son exécution, grâce au chef de la prison, dont il avait sauvé le fils d'une rafle des tchetniks, quelques années auparavant. Après ces terribles expériences, Sava Mikić cessa définitivement toute activité politique. Il fut traité comme un héros national et reçut de très nombreuses médailles militaires et honorifiques au cours de sa vie. Il meurt en septembre 1982 à Belgrade, où il est enterré au cimetière Topčidersko groblje.

## Distinctions
- Chevalier de la Légion d'honneur